# حوزه انتخابیه هفتم جورجیا
حوزه انتخابیه هفتم جورجیا یک حوزه انتخابیه مجلس نمایندگان آمریکا است که در ایالت جورجیا قرار دارد.